# Ribes xizangense
Ribes xizangense är en ripsväxtart som beskrevs av Ling Ti Lu. Ribes xizangense ingår i släktet ripsar, och familjen ripsväxter. Inga underarter finns listade i Catalogue of Life.